# عنکبوت پادراز
خرچنگ عنکبوت پادراز یا خرچنگ پادراز (ماکروپودیا روستراتا) یک گونه خرچنگ دریایی است. بدن این جانور انگار مو دارد که این به دلیل خزه‌های دریا است. آنها معمولاً به رنگ خاکستری مایل به زرد یا قرمز-قهوه ای دیده می‌شوند. برخی از آنها لک‌های سفید رنگی نیز بر تن دارند.
عنکبوت پادراز در سواحل اروپا، آفریقای غربی از مدار ۶۵ درجه شمالی در نروژ تا آفریقای جنوبی دیده می‌شوند علاوه بر آن در دریای مدیترانه و بخش‌هایی از دریای سیاه (عمق صفر تا ۵۰ متر، گاهی تا ۱۵۰ متر) حضور دارند.